# Rhyacophila isparta
Rhyacophila isparta är en nattsländeart som beskrevs av Füsun Sipahiler 1996. Rhyacophila isparta ingår i släktet Rhyacophila och familjen rovnattsländor. Inga underarter finns listade i Catalogue of Life.